# Paul Gustave Robinet
Paul Gustave Robinet, född den 11 april 1845 i Magny-Vernois (Haute-Saône), död 1932, var en fransk landskapsmålare.
Robinet ägnade sig till en början åt juridiska studier i Paris, övergick sedan till måleriet, som han studerade under Meissonier, Cabat och Barrias. Han vistades en längre tid i Italien, Österrike och Ryssland och bosatte sig därefter i Vitznau i Schweiz. Hans till största delen från Schweiz, men även från övre Italien, hämtade landskap berömdes i samtiden för sin naturtrogna uppfattning och effektfulla behandling. Flera av de bästa exponerade han på världsutställningen 1878: bergsbäck vid Vierwaldstättersjön (1869), en hålväg i Luzern (1875), den första snön (1876), trappisterna arbetande i skogen under vintertiden (1877), Marienfels (Vierwaldstättersjön).